# Pojezierze Łasińskie
Pojezierze Łasińskie (314.92) – region geograficzny o krajobrazie wysoczyznowo-pojeziernym położony w północnej Polsce, między Kwidzynem a Iławą, stanowiący południowo-zachodnią część Pojezierza Iławskiego. Występują tutaj jeziora o powierzchni nie przekraczającej 2 km², z których największe jest Klecewskie zajmujące areał 1,9 km². 
Pojezierze Łasińskie zostało wyodrębnione z makroregionu Pojezierza Iławskiego jako mezoregion z indeksem 314.92 w ramach wieloautorskiej regionalizacji fizycznogeograficznej Polski z 2018 roku.

## Środowisko przyrodnicze
Region obejmuje terytorium 1033 km². Graniczy z Pojezierzem Dzierzgońsko-Morąskim, Równiną Iławską, Pojezierzem Brodnickim, Pojezierzem Chełmińskim, Kotliną Grudziądzką oraz Doliną Kwidzyńską. Rzeźbę terenu kształtują faliste i płaskie wysoczyzny morenowe, nieprzekraczające wysokości 137 m n.p.m. Występują rynny polodowcowe z jeziorami, a miejscami także ozy. Poza Klecewskim, największe jeziora to: Szymbarskie (1,7 km²), Łasińskie (1,6 km²), Gaudy (1,5 km²) i Nogat (1,2 km²). Głównymi ciekami są: Liwa, Osa i Gardęga.
Jest to kraina rolnicza z przewagą gleb brunatnych i płowych, wytworzonych na podłożu gliniastym, choć pojawiają się też mniej urodzajne ziemie rdzawe wykształcone na piaskach. Lasów jest niewiele, choć w zachodniej części regionu, w lasach pod Kwidzynem utworzono Park Krajobrazowy Góry Łosiowe. Funkcjonuje też kilka rezerwatów, m.in. Dolina Osy oraz, położony częściowo w obrębie sąsiedniej Równiny Iławskiej, Jezioro Gaudy. Największe ośrodki miejskie mezoregionu to: Prabuty, Łasin, Susz, Kisielice.

## Różnice w podziałach geograficznych
W podziale fizycznogeograficznym Polski autorstwa Jerzego Kondrackiego z 1994 roku, Pojezierze Iławskie nie było podzielone na mezoregiony. Geograf Rafał Kot (Uniwersytet Mikołaja Kopernika w Toruniu) wyodrębnił na obszarze Pojezierza Iławskiego trzy mezoregiony – Równinę Iławską o równinnym terenie, z dominacją piasków w podłożu i lasów na powierzchni; oraz rozdzielone doliną Liwy pojezierza Dzierzgońsko-Morąskie i Łasińskie z rzeźbą wysoczyznową i przewagą gruntów rolnych na podłożu gliniastym. Podział ten przyjęto w wieloautorskiej regionalizacji fizycznogeograficznej Polski z 2018 roku.